# Водрёй, Луи-Филипп де Риго де
Луи-Филипп де Риго де Водрёй (фр. Louis-Philippe de Rigaud de Vaudreuil; 28 октября 1724, Рошфор — 14 декабря 1802) — французский адмирал, заместитель командующего французскими военно-морскими силами в американских водах в период Войны за независимость США.

## Происхождение
Луи-Филипп де Водрёй происходил из знатного французского рода. Его дед Филипп де Риго де Водрёй был Генерал-губернатором Канады, отец, тоже носивший сходное имя, Луи-Филипп де Водрёй был видным адмиралом, заслужившим милость Людовика XV. Его дядей был последний генерал-губернатор Новой Франции Пьер де Риго де Водрёй.
Луи-Филипп де Водрёй родился 28 октября 1724 года в городе Рошфор.

## Служба
24 марта 1740 года Луи-Филипп де Водрёй поступил на службу французских гардемаринов. 1 января 1746 года он был зачислен на военный корабль. 25 октября 1747 года он принимал участие в знаменитом морском сражении между французским и английским флотом, находясь на борту корабля Intrepide, которым командовал его отец.
23 мая 1754 года он получил звание лейтенанта морских сил Франции, а в 1757 году стал кавалером ордена Св. Людовика.
В 1759 году де Водрёй, командуя 30 пушечным фрегатом, участвует в сопровождении морских конвоев в Канаду. В ходе одного из столкновений с двумя английскими фрегатами он был взят в плен и, проведя некоторое время в Великобритании, был вызволен во Францию.
В 1764 году де Водрёй получает чин капитана военно-морских сил Франции.

## Служба в периодВойны за независимость США
С момента официального объявления Францией войны Великобритании в июле 1778 года Луи-Филипп де Водрёй принимал участие в ряде крупных сражений этой войны. Командуя в 1778 году 74-х пушечным кораблём «Fondant», участвовал с флотом адмирала д’Орвилье в сражении 27 июля с английским флотом, под командованием адмирала Кеппеля при острове Уэссан.
В том же году им был завоёван Сенегал. Выйдя из Бреста 15 декабря 1778 года с отрядом из 2 линейных кораблей, 2 фрегатов, 2 корветов и 2 шхун для конвоирования купеческого флота, идущего на Антильские острова, Водрёй по пути взял призов на 8 миллионов франков и занял форт S.-Louis на берегу Сенегала; затем, предоставив судам отряда закончить завоевание английских факторий и взяв с собой только 2 корабля, благополучно довёл купеческие суда до острова Мартиника.
По прибытии в Вест-Индию Водрёй участвовал в сражении 6 июня у города Кингстона на острове Гренада между французской эскадрой графа д’Эстенга и английского вице-адмирала Дж. Байрона.
В том же году Водрёй командовал одним из 6 кораблей отряда графа де-Грасса, назначенного доставить обратно на Антильские острова войска, взятые из состава их гарнизонов для осады города Саванна. Корабль Водрёйя единственный из всего отряда выполнил поручение, прибыв 15 января 1780 года в Порт-Рояль на острове Мартиника. Остальные корабли были рассеяны штормом и вернулись в Брест и Тулон.
По возвращении во Францию в 1780 году Водрёй вернулся в Вест-Индию и участвовал в сражениях 17 апреля и 19 мая французского флота, под командованием лейтенант-генерала Гишэна, с английским флотом адмирала Роднея.

### Чесапикское сражение
Де Водрёй принимал участие в Чесапикском сражении (5 сентября 1781 года), командуя кораблём Sceptre. Эта битва позволила французам отрезать британские войска от помощи с моря, что в итоге привело к сдаче британцев под Йорктауном.

### Осада Йорктауна
Де Водрёй доставил на своих кораблях кавалерийское соединение под командованием герцога Лозана. Водрёй также предоставил часть своего экипажа для защиты мыса Глостер в Вирджинии. Вместе с кавалерией герцога Лозана это подразделение одержало победу над кавалерией генерала Талертона.
Выйдя 8 декабря 1781 года из Бреста с эскадрой Гишена, которая должна была конвоировать коммерческий флот в 150 кораблей до открытого океана, Водрёйю после неудачного преследования французами эскадры английского контр-адмирала Кемпенфельда, захватившего 10 декабря 15 коммерческих судов, было приказано сопровождать купеческий флот до Антильских островов. Жестоким штормом 23 декабря суда были рассеяны, и к месту назначения с Водрёйем пришли только 2 военных и 5 купеческих кораблей.

### Сражение у островов Всех Святых
В 1782 году, после неудачного для французов боя 12 апреля у острова Сан-Доминго с английским флотом вице-адмирала Худа, Водрёй сумел удержать корабли арьергарда, которым командовал, в линии и довёл последний и присоединившиеся к нему корабли (15 вымпелов), в Cap Français 20 апреля. Вследствие пленения адмирала де Грасса в этом сражении, де Водрёй принял командование французским флотом в Америке.
В том же году Водрёй с эскадрой в 16 кораблей и 3 фрегатов был послан к берегам Северо-Американских Соединенных Штатов для поддержки армии генерала Рошамбо. В начале 1783 года Водрёй должен был соединиться с д’Эстенгом, главнокомандующим французским флотом, для совместных с испанцами действий против острова Ямайка; но заключение мира прекратило военные действия.
После заключения мира де Водрёй отвечал за доставку победоносной армии Рошамбо обратно во Францию, где был встречен с большим почётом. 14 августа 1782 года де Водрёй получает звание генерал-лейтенанта французских военно-морских сил. На этом закончилась его военная карьера.
В 1784 году получает от Людовика XVI большой крест ордена святого Людовика. В 1787 году ходило много слухов о назначении де Водрея военно-морским министром Франции, но король сделал выбор в пользу графа Люцерна (фр.  César Henri, comte de La Luzerne).

## Революция и последние годы

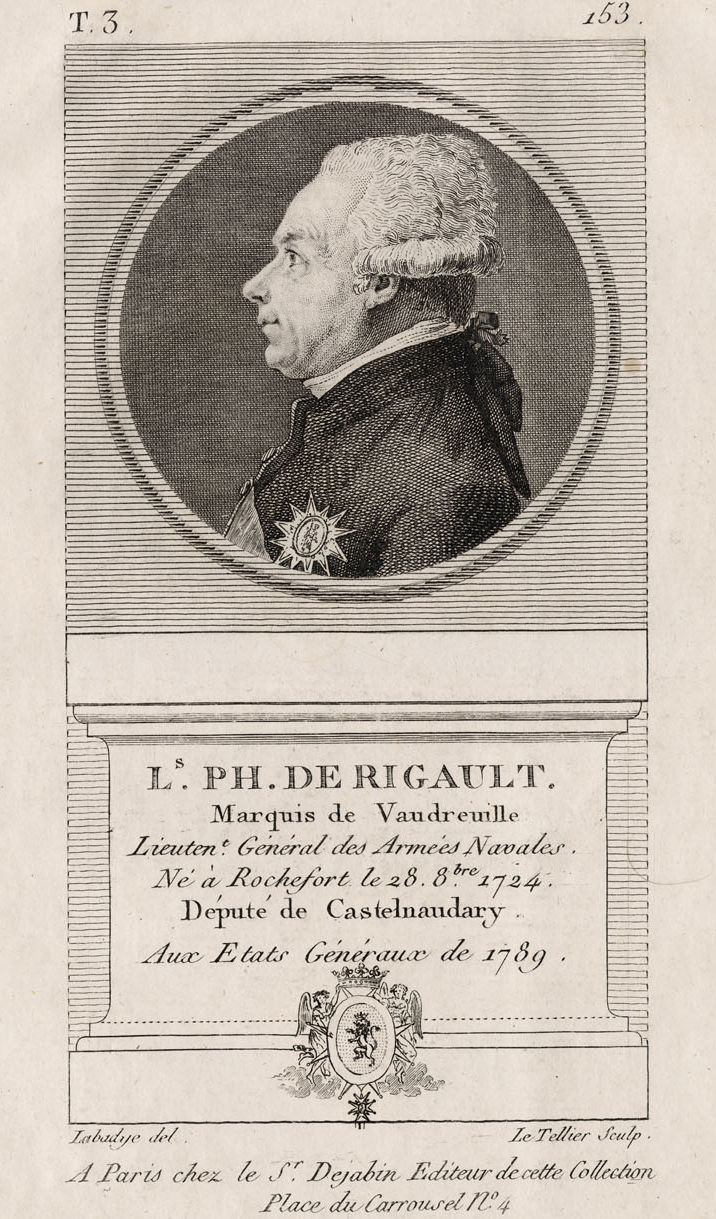
Портрет де Водрея в качестве делегата Генеральных Штатов

В 1789 году маркиз де Водрёй избирается в качестве представителя аристократии от округа Кастельнодри в Генеральные Штаты. В суровые годы революции он до последнего оставался верен Людовику XVI. Де Водрёй занял покои своего кузена Франсуа де Водрёя, уехавшего с графом Артуа в Великобританию. Во время похода на Версаль, в ночь с 5 на 6 октября 1789 года де Водрёй находился в своих покоях в Версале, когда его слуга сообщил о приближающейся к королевским покоям разъярённой толпе. Одевшись в полную парадную форму де Водрёй был среди тех, кто не побоялся выйти открыто к солдатам и толпе и обратиться с воззванием к солдатам: «Вы позволили разбойникам проникнуть в покои короля, когда сами давали клятву защищать его до самой смерти». Эти слова подействовали на солдат и толпа была вынуждена ретироваться.
В 1791 году де Водрёй был вынужден эмигрировать в Великобританию, откуда он вернулся только в 1800 году, после переворота 18 брюмера, проживая остаток дней в Париже в полном уединении, где он скончался 18 декабря 1802 года. Похоронен на кладбище Сен-Пьер де Монмартр.

## Семья
Де Водрёй был дважды женат и имел от первой жены 4 детей, от второй жены 7 детей.

## В массовой культуре
Оборона Кап-Глостер отражена в фильме Мэла Гибсона «Патриот».